# Championnat des clubs caribéens de la CONCACAF 2019
Navigation
Édition précédente Édition suivante
Le championnat des clubs caribéens de la CONCACAF 2019 est la vingt-et-unième édition de cette compétition. Elle se dispute entre plusieurs équipes provenant des associations de l'Union caribéenne de football, mais est organisé par la CONCACAF.
Le vainqueur du championnat professionnel des Caraïbes est directement qualifié pour la Ligue des champions de la CONCACAF 2020. Les deuxième et troisième ainsi que le vainqueur du barrage entre le quatrième et le vainqueur du championnat amateur sont quant à eux qualifiés pour la Ligue de la CONCACAF 2019.

## Participants
À partir de 2018, l'Union caribéenne de football (CFU), avec l'accord de la CONCACAF, réorganise la compétition afin de séparer les clubs professionnels des clubs amateurs. Ainsi, comme au niveau de la CONCACAF, il y aura deux compétitions indépendantes :
- le championnat caribéen des clubs professionnels, auquel ne participent que les clubs issus de championnat totalement professionnel.
- le championnat caribéen des clubs amateurs, auquel participent les clubs issus des autres championnats.

Les compétitions sont ouvertes à tous les champions des championnats membres de la CFU s'étant terminés avant la fin 2018 et aux vice-champions des championnats professionnels. Les inscriptions pour tous les clubs intéressés se sont closes le 31 décembre 2017.
Le tableau des clubs participants s'étant inscrit pour cette édition est le suivant :
| Nation                                   | Club                                     | Qualification                                    |
| Caribbean Professional Club Championship | Caribbean Professional Club Championship | Caribbean Professional Club Championship         |
| ---------------------------------------- | ---------------------------------------- | ------------------------------------------------ |
| Haïti                                    | AS Capoise                               | Vainqueur du Tournoi d'ouverture d'Haïti 2018    |
| Haïti                                    | Real Hope FA                             | Vainqueur du Tournoi d'ouverture d'Haïti 2017    |
| Jamaïque (hôte)                          | Portmore United FC                       | Champion de Jamaïque 2017-2018                   |
| Jamaïque (hôte)                          | Waterhouse FC                            | Vice-champion de Jamaïque 2017-2018              |
| Trinité-et-Tobago (disqualifié)          | North East Stars Football Club           | Champion de Trinité-et-Tobago 2017               |
| Trinité-et-Tobago (disqualifié)          | W Connection FC                          | Vice-champion de Trinité-et-Tobago 2017          |
| République dominicaine (disqualifié)     | Cibao FC                                 | Champion de République dominicaine 2018          |
| République dominicaine (disqualifié)     | Atlético de San Francisco                | Vainqueur de la saison régulière 2018            |
| Caribbean Amateur Club Championship      |                                          |                                                  |
| Antigua-et-Barbuda                       | Hoppers Football Club                    | Champion d'Antigua-et-Barbuda 2017-2018          |
| Aruba                                    | SV Dakota                                | Champion d'Aruba 2017-2018                       |
| Barbade                                  | Weymouth Wales FC                        | Champion de la Barbade 2018                      |
| Bonaire                                  | Real Rincon                              | Champion de Bonaire 2017-2018                    |
| Îles Caïmans                             | Scholars International SC                | Champion des îles Caïmans 2017-2018              |
| Cuba                                     | Fútbol Club Santiago de Cuba             | Champion de Cuba 2018                            |
| Curaçao                                  | CRKSV Jong Holland                       | Champion de Curaçao 2017-2018                    |
| Guadeloupe                               | CS Moulien                               | Champion de Guadeloupe 2017-2018                 |
| Guyana                                   | Fruta Conquerors FC                      | Champion du Guyana 2017-2018                     |
| Martinique                               | Club franciscain                         | Champion de la Martinique 2017-2018              |
| Saint-Christophe-et-Niévès               | Village Superstars FC                    | Champion de Saint-Christophe-et-Niévès 2017-2018 |
| Sainte-Lucie                             | Platinum Football Club                   | Champion de Sainte-Lucie 2017-2018               |
| Suriname                                 | SV Robinhood                             | Champion du Suriname 2017-2018                   |

Fédérations dont la participation a été refusées
- République dominicaine
  - Les deux équipes dominicaines, le Cibao FC (2018 Liga Dominicana de Fútbol championship playoffs champions) et l'Atlético de San Francisco (2018 Liga Dominicana de Fútbol regular season winners), n'ont pas été autorisé à participer à l'édition 2019 de cette compétition car la fédération ne les a pas inscrits à temps[1].
- Trinidad-et-Tobago
  - Les deux équipes de Trinidad-et-Tobago, le North East Stars (2017 TT Pro League champions) et le W Connection (2017 TT Pro League runners-up), n'ont pas été autorisé à disputer cette compétition car leur fédération n'a pas enregistrer correctement leur homologation[2].

| Suriname : SV Robinhood Portmore United FC Club franciscain Scholars International SC Waterhouse FC AS Capoise Real Hope FA CS Moulien SV Dakota Weymouth Wales FC CRKSV Jong Holland Village Superstars FC Real Rincon Carib Hurricane FC Fruta Conquerors FC |

Les fédérations suivantes n'ont pas présenté d'équipe lors de l'édition précédente :
| - Anguilla - Bahamas - Bermudes - Îles Vierges américaines - Rép. dominicaine | - Îles Vierges britanniques - Grenade - Dominique - Guyane française - Montserrat | - Porto Rico - Saint-Martin - Sint Maarten - Îles Turques-et-Caïques |

## Calendrier
| Tours                                    | Matchs                                   | Équipes participantes                    | Équipes restantes                        |                                          |                                          |
| Caribbean Professional Club Championship | Caribbean Professional Club Championship | Caribbean Professional Club Championship | Caribbean Professional Club Championship | Caribbean Professional Club Championship | Caribbean Professional Club Championship |
| ---------------------------------------- | ---------------------------------------- | ---------------------------------------- | ---------------------------------------- | ---------------------------------------- | ---------------------------------------- |
| Phase de groupes (2019)                  |                                          |                                          |                                          |                                          |                                          |
| Journées 1 Journées 2 Journées 3         | 12-16 mai                                | 8                                        | 8 à 4                                    |                                          |                                          |
| Phase finale (2019)                      |                                          |                                          |                                          |                                          |                                          |
| Demi-finales                             | annulées                                 | 4                                        | 4 à 2                                    |                                          |                                          |
| Finale                                   | annulée                                  | 2                                        | 2 à 1                                    |                                          |                                          |
| Caribbean Amateur Club Championship      |                                          |                                          |                                          |                                          |                                          |
| Phase de groupes (2019)                  |                                          |                                          |                                          |                                          |                                          |
| Journées 1 Journées 2 Journées 3         | 5-9 avril                                | 13                                       | 13 à 8                                   |                                          |                                          |
| Phase finale (2019)                      |                                          |                                          |                                          |                                          |                                          |
| Quart-de-finales                         | 11 avril                                 | 8                                        | 8 à 4                                    |                                          |                                          |
| Demi-finales                             | 13 avril                                 | 4                                        | 4 à 2                                    |                                          |                                          |
| Finale                                   | 15 avril                                 | 2                                        | 2 à 1                                    |                                          |                                          |
| Barrage professionnels-amateurs          |                                          |                                          |                                          |                                          |                                          |
| Finale                                   | 19 mai                                   | 2                                        | 2 à 1                                    |                                          |                                          |

## Matchs
Les horaires des matchs sont à l'heure locale de la Jamaïque (UTC−5).
| Rang | Équipe              | Pts | J | G | N | P | Bp | Bc | Diff | Qualification                                     |
| ---- | ------------------- | --- | - | - | - | - | -- | -- | ---- | ------------------------------------------------- |
| 1    | Portmore United (H) | 7   | 3 | 2 | 1 | 0 | 3  | 1  | +2   | Ligue des champions de la CONCACAF 2020           |
| 2    | Waterhouse (H)      | 5   | 3 | 1 | 2 | 0 | 5  | 3  | +2   | 16e de finale de la Ligue de la CONCACAF 2019     |
| 3    | Capoise             | 4   | 3 | 1 | 1 | 1 | 5  | 5  | 0    | Tour préliminaire de la Ligue de la CONCACAF 2019 |
| 4    | Real Hope           | 0   | 3 | 0 | 0 | 3 | 2  | 6  | −4   | Barrage caribéen de la Ligue de la CONCACAF 2019  |

| 12 mai 2019 | Portmore United FC | 1 – 0 | Real Hope FA | Stadium East, Kingston |                        |
| 17h30       | Jovan East 3e      |       |              | Arbitrage : Reon Radix | Arbitrage : Reon Radix |
| 17h30       | Rapport            |       |              | Arbitrage : Reon Radix | Arbitrage : Reon Radix |

| 12 mai 2019 | Waterhouse FC                           | 2 – 2 | AS Capoise                         | Stadium East, Kingston     |                            |
| 20h00       | Andre Fletcher 23e · Keithy Simpson 28e |       | 56e Ivenet Noël · 57e Frantz Moïse | Arbitrage : Keylor Herrera | Arbitrage : Keylor Herrera |
| 20h00       | Rapport                                 |       |                                    | Arbitrage : Keylor Herrera | Arbitrage : Keylor Herrera |

| 14 mai 2019 | Real Hope FA | 0 – 2 | Waterhouse FC                             | Stadium East, Kingston       |                              |
| 17h30       |              |       | 19e Keithy Simpson · 36e Stephen Williams | Arbitrage : José Raúl Torres | Arbitrage : José Raúl Torres |
| 17h30       | Rapport      |       |                                           | Arbitrage : José Raúl Torres | Arbitrage : José Raúl Torres |

| 14 mai 2019 | AS Capoise | 0 – 1 | Portmore United FC | Stadium East, Kingston        |                               |
| 20h00       |            |       | 73e Jovan East     | Arbitrage : Randy Encarnación | Arbitrage : Randy Encarnación |
| 20h00       | Rapport    |       |                    | Arbitrage : Randy Encarnación | Arbitrage : Randy Encarnación |

| 16 mai 2019 | AS Capoise                                       | 3 – 2 | Real Hope FA                         | Stadium East, Kingston       |                              |
| 17h30       | Frantz Moïse 35e 55e · Denilson Pierre 51e (csc) |       | 1re Spencer Désir · 82e Roody Joseph | Arbitrage : José Raúl Torres | Arbitrage : José Raúl Torres |
| 17h30       | Rapport                                          |       |                                      | Arbitrage : José Raúl Torres | Arbitrage : José Raúl Torres |

| 16 mai 2019 | Portmore United FC    | 1 – 1 | Waterhouse FC      | Stadium East, Kingston     |                            |
| 20h00       | Jovan East 24e (pen.) |       | 52e Andre Fletcher | Arbitrage : Keylor Herrera | Arbitrage : Keylor Herrera |
| 20h00       | Rapport               |       |                    | Arbitrage : Keylor Herrera | Arbitrage : Keylor Herrera |

## Caribbean Club Shield (Amateur)

### Phase de groupes
Le tirage au sort des groupes a été réalisé le 11 janvier 2019 au siège de la CONCACAF à Miami.
Les deux premiers de chaque groupes sont directement qualifiés pour la suite de la compétition. L'ensemble des rencontres se dispute à Willemstad, sur l'île de Curaçao.

#### Groupe A
| Rang | Équipe                       | Pts | J | G | N | P | Bp | Bc | Diff |  | Résultats (▼ dom., ► ext.)   |  |     |     |     |
| ---- | ---------------------------- | --- | - | - | - | - | -- | -- | ---- |  | ---------------------------- |  | --- | --- | --- |
| 1    | Fútbol Club Santiago de Cuba | 5   | 3 | 1 | 2 | 0 | 4  | 0  | +4   |  | Fútbol Club Santiago de Cuba |  | 0-0 | 0-0 | 4-0 |
| 2    | CRKSV Jong Holland           | 5   | 3 | 1 | 2 | 0 | 1  | 0  | +1   |  | CRKSV Jong Holland           |  |     | 1-0 | 0-0 |
| 3    | Scholars International SC    | 4   | 3 | 1 | 1 | 1 | 2  | 1  | +1   |  | Scholars International SC    |  |     |     | 2-0 |
| 4    | Fruta Conquerors FC          | 1   | 3 | 0 | 1 | 2 | 0  | 6  | -6   |  | Fruta Conquerors FC          |  |     |     |     |

#### Groupe B
| Rang | Équipe            | Pts | J | G | N | P | Bp | Bc | Diff |  | Résultats (▼ dom., ► ext.) |  |     |     |
| ---- | ----------------- | --- | - | - | - | - | -- | -- | ---- |  | -------------------------- |  | --- | --- |
| 1    | CS Moulien        | 6   | 2 | 2 | 0 | 0 | 2  | 0  | +2   |  | CS Moulien                 |  | 1-0 | 1-0 |
| 2    | Weymouth Wales FC | 3   | 2 | 1 | 0 | 1 | 1  | 1  | 0    |  | Weymouth Wales FC          |  |     | 1-0 |
| 3    | Real Rincon       | 0   | 2 | 0 | 0 | 2 | 0  | 2  | -2   |  | Real Rincon                |  |     |     |

#### Groupe C
| Rang | Équipe                 | Pts | J | G | N | P | Bp | Bc | Diff |  | Résultats (▼ dom., ► ext.) |  |     |     |
| ---- | ---------------------- | --- | - | - | - | - | -- | -- | ---- |  | -------------------------- |  | --- | --- |
| 1    | Village Superstars FC  | 6   | 2 | 2 | 0 | 0 | 4  | 2  | +2   |  | Village Superstars FC      |  | 2-1 | 2-1 |
| 2    | Hoppers Football Club  | 3   | 2 | 1 | 0 | 1 | 6  | 4  | +2   |  | Hoppers Football Club      |  |     | 5-2 |
| 3    | Platinum Football Club | 0   | 2 | 0 | 0 | 2 | 3  | 7  | -4   |  | Platinum Football Club     |  |     |     |

#### Groupe D
| Rang | Équipe           | Pts | J | G | N | P | Bp | Bc | Diff |  | Résultats (▼ dom., ► ext.) |  |     |     |
| ---- | ---------------- | --- | - | - | - | - | -- | -- | ---- |  | -------------------------- |  | --- | --- |
| 1    | Club franciscain | 4   | 2 | 1 | 1 | 0 | 4  | 2  | +2   |  | Club franciscain           |  | 3-1 | 1-1 |
| 2    | SV Robinhood     | 3   | 2 | 1 | 0 | 1 | 5  | 4  | +1   |  | SV Robinhood               |  |     | 4-1 |
| 3    | SV Dakota        | 1   | 2 | 0 | 1 | 1 | 2  | 5  | -3   |  | SV Dakota                  |  |     |     |

### Phase finale
|  | Quarts de finale             | Quarts de finale             | Quarts de finale | Quarts de finale |                    |                    | Demi-finales  | Demi-finales  | Demi-finales  | Demi-finales  |  |  | Finale        | Finale        | Finale        | Finale        |
|  |                              |                              |                  |                  |                    |                    |               |               |               |               |  |  |               |               |               |               |
|  | 11 avril 2018                | 11 avril 2018                | 11 avril 2018    | 11 avril 2018    |                    |                    | 13 avril 2018 | 13 avril 2018 | 13 avril 2018 | 13 avril 2018 |  |  | 15 avril 2018 | 15 avril 2018 | 15 avril 2018 | 15 avril 2018 |
|  | 11 avril 2018                | 11 avril 2018                | 11 avril 2018    | 11 avril 2018    |                    |                    | 13 avril 2018 | 13 avril 2018 | 13 avril 2018 | 13 avril 2018 |  |  | 15 avril 2018 | 15 avril 2018 | 15 avril 2018 | 15 avril 2018 |
|  | Fútbol Club Santiago de Cuba | Fútbol Club Santiago de Cuba | 0                | 0                |                    |                    | 13 avril 2018 | 13 avril 2018 | 13 avril 2018 | 13 avril 2018 |  |  | 15 avril 2018 | 15 avril 2018 | 15 avril 2018 | 15 avril 2018 |
|  | Fútbol Club Santiago de Cuba | Fútbol Club Santiago de Cuba | 0                | 0                |                    |                    | 13 avril 2018 | 13 avril 2018 | 13 avril 2018 | 13 avril 2018 |  |  | 15 avril 2018 | 15 avril 2018 | 15 avril 2018 | 15 avril 2018 |
|  | Weymouth Wales FC            | Weymouth Wales FC            | 2                | 2                |                    |                    | 13 avril 2018 | 13 avril 2018 | 13 avril 2018 | 13 avril 2018 |  |  | 15 avril 2018 | 15 avril 2018 | 15 avril 2018 | 15 avril 2018 |
|  | Weymouth Wales FC            | Weymouth Wales FC            | 2                | 2                | Weymouth Wales FC  | Weymouth Wales FC  | 0             | 0             |               |               |  |  | 15 avril 2018 | 15 avril 2018 | 15 avril 2018 | 15 avril 2018 |
|  | 11 avril 2018                |                              |                  |                  | Weymouth Wales FC  | Weymouth Wales FC  | 0             | 0             |               |               |  |  | 15 avril 2018 | 15 avril 2018 | 15 avril 2018 | 15 avril 2018 |
|  |                              |                              | SV Robinhood     | SV Robinhood     | 3                  | 3                  |               |               |               |               |  |  | 15 avril 2018 | 15 avril 2018 | 15 avril 2018 | 15 avril 2018 |
|  | Village Superstars FC        | Village Superstars FC        | SV Robinhood     | SV Robinhood     | 3                  | 3                  | 1 (3)         | 1 (3)         |               |               |  |  | 15 avril 2018 | 15 avril 2018 | 15 avril 2018 | 15 avril 2018 |
|  | Village Superstars FC        | Village Superstars FC        | 13 avril 2018    |                  |                    |                    | 1 (3)         | 1 (3)         |               |               |  |  | 15 avril 2018 | 15 avril 2018 | 15 avril 2018 | 15 avril 2018 |
|  | SV Robinhood tab             | SV Robinhood tab             | 1 (4)            | 1 (4)            |                    |                    |               |               |               |               |  |  | 15 avril 2018 | 15 avril 2018 | 15 avril 2018 | 15 avril 2018 |
|  | SV Robinhood tab             | SV Robinhood tab             | 1 (4)            | 1 (4)            | SV Robinhood       | SV Robinhood       | 1             | 1             |               |               |  |  |               |               |               |               |
|  | 11 avril 2018                |                              |                  |                  | SV Robinhood       | SV Robinhood       | 1             | 1             |               |               |  |  |               |               |               |               |
|  |                              |                              | Club franciscain | Club franciscain | 0                  | 0                  |               |               |               |               |  |  |               |               |               |               |
|  | CS Moulien                   | CS Moulien                   | Club franciscain | Club franciscain | 0                  | 0                  | 0             | 0             |               |               |  |  |               |               |               |               |
|  | CS Moulien                   | CS Moulien                   |                  |                  |                    |                    |               |               |               |               |  |  |               |               |               |               |
|  | CRKSV Jong Holland           | CRKSV Jong Holland           | 3                | 3                |                    |                    |               |               |               |               |  |  |               |               |               |               |
|  | CRKSV Jong Holland           | CRKSV Jong Holland           | 3                | 3                | CRKSV Jong Holland | CRKSV Jong Holland | 2             | 2             |               |               |  |  |               |               |               |               |
|  | 11 avril 2018                |                              |                  |                  | CRKSV Jong Holland | CRKSV Jong Holland | 2             | 2             |               |               |  |  |               |               |               |               |
|  |                              |                              | Club franciscain | Club franciscain | 4                  | 4                  |               |               |               |               |  |  |               |               |               |               |
|  | Club franciscain             | Club franciscain             | Club franciscain | Club franciscain | 4                  | 4                  | 1             | 1             |               |               |  |  |               |               |               |               |
|  | Club franciscain             | Club franciscain             |                  |                  |                    |                    |               | 1             |               |               |  |  |               |               |               |               |
|  | Hoppers Football Club        | Hoppers Football Club        | 0                | 0                |                    |                    |               |               |               |               |  |  |               |               |               |               |
|  | Hoppers Football Club        | Hoppers Football Club        | 0                | 0                |                    |                    |               |               |               |               |  |  |               |               |               |               |
|  |                              |                              |                  |                  |                    |                    |               |               |               |               |  |  |               |               |               |               |

#### Finale
Le vainqueur est qualifié pour le match de barrage face au quatrième du championnat professionnel des Caraïbes.
| 15 avril 2019 | SV Robinhood | 1 – 0 | Club franciscain | Ergilio Hato Stadion, Willemstad |                           |
|               | da Costa 21e |       |                  | Arbitrage : Jaime Herrera        | Arbitrage : Jaime Herrera |
|               | Rapport      |       |                  | Arbitrage : Jaime Herrera        | Arbitrage : Jaime Herrera |